# Pisici (film)
Pisici (în turcă Kedi)  este un film documentar turcesc din 2016, regizat de Ceyda Torun, despre numeroasele pisici fără stăpân care trăiesc în Istanbul. A avut premiera la Festivalul Independent de Film de la Istanbul, la 21 februarie 2016, înainte de a avea premiera la 10 februarie 2017 în cinematografele nord-americane. A debutat pe serviciul de streaming YouTube Red la 10 mai 2017. A fost lansat pe DVD în Statele Unite ale Americii la 14 noiembrie 2017. Filmul a avut recenzii critice pozitive și încasări de peste 4 milioane de dolari. Revista Time l-a catalogat drept unul dintre primele zece filme ale anului 2017.

## Rezumat
Mii de pisici trăiesc pe străzile din Istanbul, cel mai mare oraș din Turcia, așa cum au făcut-o de-a lungul secolelor. Unele sunt sălbatice și își poartă singure de grijă, în timp ce altele sunt domesticite și sunt îngrijite de oameni. Documentarul Pisici descrie aceste animale și include multe interviuri ale celor care interacționează cu ele. Se concentrează asupra a șapte pisici, care au numele Sari, Duman, Bengü, Aslan Parçasi, Gamsiz, Psikopat și Deniz.

## Producție
Directorii de imagine Alp Korfali și Charlie Wuppermann au construit o platformă specială pentru filmarea pisicilor la nivelul străzii. Producătorii filmului Ceyda Torun și Wuppermann au colaborat cu rezidenții locali pentru a obține accesul pentru a continua filmarea unor pisici atunci când acestea s-au mutat de pe o proprietate publică pe una privată.
Regizorul și echipa de producție au selectat inițial treizeci și cinci de pisici candidate pentru a apărea în acest film. Au filmat apoi nouăsprezece dintre ele, apoi au ales șapte pentru a fi prezentate în varianta finală a filmului.

## Lansare americană și box office
Potrivit lui Susan King de la Los Angeles Times, documentarul Pisici „a avut premiera la 12 februarie în New York City într-un singur cinematograf, având un total de 98% „prospețime” pe Rotten Tomatoes si a dovedit că subiectul este interesant pentru publicul din cinematografe. În week-end-ul premierei a avut încasări de 40.000 de dolari și mai mult de 60.000 de dolari în prima săptămână de la lansare. Filmul a fost prezentat în premieră la 19 februarie și în Los Angeles și a adus încasări suplimentare de 80.000 de dolari în șapte cinematografe”.

## Recepție critică
Pe Rotten Tomatoes, filmul Pisici deține un rating de aprobare de 98% pe baza a 106 recenzii și un rating mediu de 7,8 dintr-un total de 10. Consensul critic al site-ului spune că: "Filmul Kedi este visul iubitorilor de pisici, dar această vizionare îngrijită și frumos filmată a populației feline de pe străzile din Istanbul oferă posibilitatea cinefililor de a viziona orice fel de pură-suasiune (în engleză Kedi is a cat fancier's dream, but this thoughtful, beautifully filmed look at Istanbul's street feline population offers absorbing viewing for filmgoers of any purr-suasion).
Joe Leydon a scris în revista Variety că: "[Ceyda] Torun, o regizoare de origine turcă, cu sediul acum în Statele Unite, și directorul de imagine Charlie Wuppermann, partenerul acesteia în compania de producție Termite Films, duc publicul într-o călătorie plină de satisfacții, (unde Torun a copilărit) pentru a examina un fenomen local care datează din perioada de glorie a Imperiului Otoman: Mii de pisici trăiesc liber practic peste tot și oriunde, coexistând în mod pașnic cu oamenii care au învățat demult să nu-și asume rolul de stăpâni în această situație.”
Pe NPR (National Public Radio), John Powers a scris că: "vedetele lui Kedi sunt, desigur, pisicile, iar filmul glisează pe aleile mărginașe ale Istanbulului, prin enclavele boemice și pe corăbiile infestate de șobolani pentru a ne arăta gama diversă a acestor personaje. . . . În timp ce camera lui Torun urmărește pisicile care se ocupă de treburile lor - găsirea mâncării, prinderea șobolanilor - filmul oferă o imagine mai bogată și mai poetică. Vedem că aceste pisici nu sunt doar creaturi minunate în sine, ci că ele îmbogățesc întregul oraș. Ele dau oamenilor din jurul lor o viziune a unei alte forme de viață mai libere, mai dulci și mai spontane, care se poate pierde cu ușurință într-un loc uriaș, stresant, modernizat, precum Istanbul."
Mike D'Angelo a scris pe website-ul The AV Club că: "filmul se încheie în mod inevitabil ca o explorare intimă a unuia dintre cele mai frumoase orașe din lume... Dacă Kedi ar fi cu strictețe doar despre Istanbul și pisicile sale, atunci ar fi destul de banal. În schimb, există interferențe terapeutice fascinante la interviurile cu ființele umane. Torun nu intelectualizează acest lucru în nici un fel; nu apar experți pentru a discuta tendința noastră de antropomorfizare a animalelor, văzându-ne în ele. Dar mai mulți oameni vorbesc sincer despre faptul că s-au simțit rupți într-un fel de realitate și despre modul în care îngrijirea pisicilor fără adăpost le-au adus satisfacții."
În The Washington Post, Vanessa H. Larson a scris: "Camera de filmare imită cu îndemânare o viziune a pisicilor, cu secvențe extinse filmate chiar peste umerii animalelor, folosind sisteme de filmare cu telecomandă care le urmăresc în timp ce se plimbau sau se angajau în partide de vânătoare. Interpuse pe tot parcursul filmului sunt, de asemenea, secvențe frumoase cu filmări de la înălțime a străzilor strălucitoare ale Istanbulului și a căilor navigabile ale Bosforului, care conferă un puternic simț al locului".
Criticul de film Glenn Kenny a scris în The New York Times că: "există o bună proiecție în contabilitatea verbală a vieții animalelor, dar filmul, cu camera mobilă coborâtă la pământ sau centrată în jos de pe acoperișurile pe unde se plimbă pisicile, nu face un prea mare efort pentru a contrazice antropomorfizarea indirectă... Filmul este plin de mini-narațiuni construite ingenios, inclusiv cu un război pe gazon. Coloana sonoră fascinantă a Kirei Fontana, intercalată cu o muzică pop turcească bine aleasă, este un avantaj real al filmului."

### Premii
| An   | Premiu                                       | Categorie                                                | Primitori și nominalizați | Rezultat     |
| ---- | -------------------------------------------- | -------------------------------------------------------- | ------------------------- | ------------ |
| 2017 | Premiul Asociației Criticilor de Film (BFCA) | Cea mai convingătoare viață ca subiectul unui documentar | Pisicile din Istanbul     | Câștigat     |
| 2017 | Premiul Asociației Criticilor de Film (BFCA) | Cel mai bun documentar de debut                          | Ceyda Torun               | Câștigat     |
| 2017 | Premiul Asociației Criticilor de Film (BFCA) | Cel mai bun regizor                                      | Ceyda Torun               | Nominalizare |
| 2017 | Premiul Asociației Criticilor de Film (BFCA) | Cel mai bun documentar                                   | Filmul Pisici             | Nominalizare |
| 2017 | Premiul Asociației Criticilor de Film (BFCA) | Cel mai inovativ documentar                              | Filmul Pisici             | Nominalizare |